# Yi Chong-jun
Yi Chong-jun ou Yi Cheong-jun (nom préféré par l'auteur, en coréen : 이청준) est un écrivain sud-coréen né le 9 août 1939 et mort le 31 juillet 2008 .
Auteur de plus de cent nouvelles et de treize romans, il est un des auteurs sud-coréens les plus respectés, récompensé par plusieurs grands prix littéraires du pays.

## Biographie
Né en 1939, Yi Cheong-jun a obtenu un diplôme de littérature allemande à l'université nationale de Séoul. En 1965, il fait ses débuts littéraires avec une nouvelle intitulée Quitter l'hôpital (Toewon). Deux ans plus tard, il remporte le prix Dong-in pour son roman Les Cons et les Imbéciles (Byeongsingwa meojeori).

## Œuvre
Il est l'un des plus grands écrivains de la génération, dite « 4.19 » ; il a écrit à un rythme impressionnant sur de nombreux sujets. Les Cons et les Imbéciles (Byeongsingwa mejeori, 1966) traite du malaise moral de la jeunesse coréenne d'après-guerre. Ce paradis qui est le vôtre (Dangsindeurui Cheonguk, 1976) explore la dialectique de la charité et la volonté de puissance, avec la colonie de lépreux de l'île de Sorokdo (en) comme toile de fond. Culte secret de la flamme (Bihwamilgyo, 1985) est une sorte de méditation sur le sens des rituels humains, menée dans une société athée où aucune garantie de l'absolu ne peut être donnée. Les romans de Yi Cheong-jun englobent ainsi un large éventail de préoccupations politiques, existentielles et métaphysiques.
Cependant l'un des thèmes récurrents de ses romans a été le souci de la langue comme vecteur de vérité. Les Murs de la rumeur (Somunui byeok, 1972) décrit la manière dont la liberté d'expression a été réprimée dans l'atmosphère idéologique de la société coréenne à l'ère de la division nationale. Les histoires contenues dans le recueil À la recherche des mots perdus (Ireobeorin mareul chajaseo, 1981)  peuvent être considérés comme une étude de la violence politique sur la langue. La tyrannie des systèmes politiques, qui va jusqu'à s'intérioriser dans les psychés individuelles, devient selon lui inextricablement liée à des questions de langue.
Un autre de ses thèmes de prédilection est le rôle de l'art dans la vie. Ces premiers récits, tels que Le Fauconnier (Maejabi) et La Cible (Gwanyeok), mettent en scène des artisans qui se dédient corps et âme à leur métier, souvent au détriment des formes de bonheur « conventionnelles ». À la fin de sa vie, Yi Cheong-jun s'est inspiré de l'art populaire traditionnel et de l'esprit coréen incarné en lui pour développer son écriture. Par exemple, l'ensemble de nouvelles Les Gens du sud (Seopyeonje ou Namdosaram, à partir de 1976) met en avant le genre musical du pansori, une performance orale traditionnelle coréenne, qui met en scène un chanteur ou une chanteuse de contes accompagné(e) par un musicien percussionniste. Ici, l'expression artistique devient à la fois un mode de réconciliation avec la vie, en dépit de ses innombrables épreuves, et un objet de transcendance. Les Gens du sud I (Seopyeonje) a été adapté en film sous le titre de La Chanteuse de pansori et a contribué à faire revivre un intérêt populaire pour l'art du pansori.

## Œuvres adaptées au cinéma
- Iodo (1977), réalisé par Kim Ki-young.
- La Chanteuse de pansori (1993), réalisé par Im Kwon-taek, d'après Les Gens du sud I (Seopyeonje), sur un chanteur traditionnel de pansori qui parcourt le pays accompagné de son fils adoptif et de sa fille.
- Souvenir (2007), également réalisé par Im Kwon-taek et adapté du Vagabond de Sonhakdong ou Les Gens du Sud III.
- Secret Sunshine (2007), réalisé par Lee Chang-dong, d'après la nouvelle Histoire d'un vers (Beolle iyagi)[6].

prix d'interprétation féminine au festival de Cannes 2007 pour l'actrice Jeon Do-yeon.

## Récompenses
- 1967 : Prix Dong-in pour Les Cons et les Imbéciles (병신과 머저리)
- 1978 : Prix Yi Sang pour Ville cruelle (잔인한 도시)[7]
- 1985 : Prix Littérature coréenne pour Culte secret de la flamme (비화밀교)
- 1990 : Prix littéraire Isan pour La Porte de la liberté (자유의 문)
- 1994 : Prix Daesan pour Des vêtements blancs (흰 옷)
- 2007 : Prix Ho-am, section Arts